# Keane Barry
Keane Barry (Drogheda, 25 juni 2002) is een Ierse dartsspeler die uitkomt voor de PDC. Hij haalde zijn tourkaart voor 2021/2022 door op de Development Tour van 2020 als tweede op de ranglijst te eindigen.

## Carrière
Samen met William O'Connor kwam Barry op de World Cup of Darts 2025 uit voor Ierland. Het koppel eindigde in de groepsfase qua gewonnen wedstrijden, legsaldo en aantal punten precies gelijk met de duo's uit Gibraltar en China. Ierland ging door naar de knock-outfase op basis van het aantal breaks. In die fase versloeg het tweetal de spelers uit Zwitserland om de kwartfinale te bereiken. Daarin was het koppel uit Noord-Ierland, dat uiteindelijk het toernooi zou winnen, te sterk.

## Resultaten op wereldkampioenschappen

### PDC
- 2020: Laatste 96 (verloren van Vincent van der Voort met 0-3)
- 2021: Laatste 96 (verloren van Jeff Smith met 1-3)
- 2022: Laatste 64 (verloren van Jonny Clayton met 2-3)
- 2023: Laatste 96 (verloren van Grant Sampson met 1-3)
- 2024: Laatste 64 (verloren van Michael van Gerwen met 0-3)
- 2025: Laatste 64 (verloren van Gerwyn Price met 0-3)

### BDO
- 2020: Winnaar (won van Leighton Bennett met 3-0) (Jeugd)

### JDC
(Junior Darts Corporation)
- 2020: Winnaar (won van Adam Gawlas met 5-3)

### PDC World Youth Championship
- 2018: Groepsfase (verloren van Sven Groen met 1-5, verloren van Bradley Kirk met 3-5)
- 2019: Halve finale (verloren van Luke Humphries met 2-6)
- 2020: Laatste 16 (verloren van Martin Schindler met 5-6)
- 2021: Kwartfinale (verloren van Geert Nentjes met 3-5)
- 2022: Kwartfinale (verloren van Geert Nentjes met 3-6)
- 2023: Laatste 16 (verloren van Luke Littler met 3-6)
- 2024: Halve finale (verloren van Jurjen van der Velde met 4-6)